# Speleomaster
Genre
Speleomaster est un genre d'opilions laniatores de la famille des Cryptomastridae.

## Distribution
Les espèces de ce genre sont endémiques d'Idaho aux États-Unis.

## Liste des espèces
Selon World Catalogue of Opiliones (19/05/2021) :
- Speleomaster lexi Briggs, 1974
- Speleomaster pecki Briggs, 1974

## Publication originale
- Briggs, 1974 : « Troglobitic harvestmen recently discovered in North American Lava tubes (Travuniidae, Erebomastridae, Triaenonychidae: Opiliones). » The Journal of Arachnology, vol. 1, no 3, p. 205–214 (texte intégral).